# Pozornik nagi
Pozornik nagi (Trachys scrobiculatus) – gatunek chrząszcza z rodziny bogatkowatych i podrodziny Agrilinae.

## Taksonomia
Gatunek ten opisany został po raz pierwszy w 1857 roku przez Hellmutha von Kiesenwettera.

## Morfologia
Chrząszcz o krótkim i szerokim, owalnym ciele długości od 1,5 do 2,5 mm, w całości ubarwionym lśniąco czarno. Wierzch ciała porastają bardzo krótkie, rzadkie i słabo dostrzegalne włoski, które na pokrywach nie tworzą przepasek, a co najwyżej miejscami są zagęszczone. Głowa jest wciągnięta w przedtułów, o dość słabo odgraniczonym nadustku, bardzo słabo w widoku grzbietowym wciętym czole i płaskim ciemieniu. Czułki są krótkie, o dwóch nasadowych członach pogrubionych, a pięciu ostatnich trójkątnie rozszerzonych, tworzących piłkowaną buławkę. Przedplecze pozbawione jest podłużnej bruzdy środkowej. Pokrywy są silnie ku tyłowi zwężone, o trójkątnym wspólnym zarysie i wspólnie zaokrąglonym wierzchołku. Guzy barkowe nie formują wystającego ząbka i od wewnątrz odgraniczone są tylko delikatnym wciskiem. Przedpiersie ma wyrostek wąski, pośrodku przewężony, z tyłu gwałtownie rozszerzony. Odnóża mają wszystkie pazurki zaopatrzone w pojedynczy ząbek o dużych, wyraźnie większych niż u T. lichtensteini rozmiarach. Spód odwłoka odznacza się sternitami od drugiego do czwartego z głębokimi rowkami na brzegach bocznych oraz sternitem piątym otoczonym głębokim rowkiem na krawędzi tylnej. Ostatni z widocznych sternitów jest zaokrąglony.

## Ekologia i występowanie
Owad ten zasiedla m.in. pobrzeża lasów, torfowiska i ogrody. Larwy są oligofagicznymi endofoliofagami minującymi liście roślin z rodziny jasnotowatych. Wśród ich gatunków żywicielskich wymienia się m.in. bluszczyka kurdybanka, kalamintę mniejszą, miętę długolistną, miętę nadwodną, miętę okrągłolistną, miętę polej i miętę polną. Postacie dorosłe zimują w próchnicy, glebie i wśród mchów. Aktywne są od kwietnia do września. Niewykluczone, że występuje więcej niż jedno pokolenie w ciągu roku.
Gatunek palearktyczny, w Europie znany z Hiszpanii, Wielkiej Brytanii, Francji, Niemiec, Austrii, Włoch, Danii, Norwegii, Polski, Czech, Słowacji, Węgier, Grecji oraz europejskiej części Rosji. Na „Czerwonej liście gatunków zagrożonych Republiki Czeskiej” umieszczony jest jako gatunek narażony na wymarcie (VU).